# 頂茄荖
頂茄荖，是臺灣南投縣草屯鎮的一個傳統地名，位於該鎮西北部。相較於今日行政區，其範圍大致與加老里相當。

## 歷史
台灣清治末期至日治初期，頂茄荖地區為一街庄，稱為「頂茄荖庄」，隸屬於北投堡。該庄北與下茄荖庄為鄰，東與番仔田庄為鄰，南邊東段為新庄，南邊西段及西邊為石頭埔庄。
1901年（日治明治三十四年）11月，該庄隸屬於南投廳。1920年（大正九年），該庄改制為「頂茄荖」大字，隸屬於臺中州南投郡草屯街。
戰後草屯街改制為草屯鎮，隸屬於南投縣，大字亦改制為里。

## 交通
國道3號又稱「福爾摩沙高速公路」，是貫穿台灣西部的兩條縱向高速公路之一，大致以東北—西南走向經過頂茄荖地區西北部，並於邊界地帶與省道台14線交會處設有草屯交流道，由此可快速前往南北各地。
省道台14線（芬草路三段）為彰化至南投廬山的幹道，大致以西北—東南走向經過本地區西部，往西北可前往芬園、彰化後於中庄子接省道台1線，往東南可前往草屯市區、埔里、廬山等地。
省道台63線（墩煌路三段～二段）又稱「中投公路」為臺中至草屯的高架道路，大致以東北—西南走向經過本地區東南端及南端，中間一度位於境外。由該道路往東北可前往大里、臺中，往西南可前往草屯北投舊街接省道台14乙線。

## 文化資產
- 草屯燉倫堂（縣定古蹟）